# Горка (Солигаличский район)
Горка — деревня в Солигаличском сельском поселении Солигаличского района Костромской области России.

## История
В 1966 году указом президиума ВС РСФСР деревня Прокунино переименована в Горка.

## Население
| 2008 | 2010 | 2014 |
| ---- | ---- | ---- |
| 10   | ↘4   | ↗10  |